# Gbofesso-Sama
Gbofesso-Sama est une localité située à l'ouest de la Côte d'Ivoire, et appartenant au département de Man, dans la région des Dix-Huit Montagnes. La localité de Gbofesso-Sama est un chef-lieu de commune.